# Fullständighetsrelationen
Fullständighetsrelationen är en relation av central betydelse inom kvantmekaniken. Relationen innebär att summan av samtliga projektionsoperatorer på en ortonormal bas av kvanttillstånd i ett Hilbertrum är lika med identitetsoperatorn.
En ortonormal bas av kvanttillstånd kan erhållas i form av egentillstånden till en godtycklig observabel, som inom kvantmekaniken representeras av en Hermitesk operator. Projektionsoperatorn på ett egentillstånd {\displaystyle |n\rangle } med egenvärdet {\displaystyle n} ges av den yttre produkten {\displaystyle |n\rangle \langle n|}. Spektrumet kan vara diskret eller kontinuerligt.
För ett diskret spektrum ges fullständighetsrelationen av
| Fullständighetsrelationen (diskret spektrum) {\displaystyle \sum _{n}\|n\rangle \langle n\|={\hat {1}}} |
medan den för ett kontinuerligt spektrum ges av
| Fullständighetsrelationen (kontinuerligt spektrum) {\displaystyle \int dn\|n\rangle \langle n\|={\hat {1}}} |
Om vissa delar av spektrumet är diskreta medan andra delar är kontinuerliga, så ges fullständighetsrelationen av en summa över de diskreta delarna och en integral över de kontinuerliga delarna.

## Härledning
Låt {\displaystyle \{|n\rangle \}} beteckna en ortonormal bas av kvanttillstånd med {\displaystyle \langle m|n\rangle =\delta _{mn}}, där {\displaystyle \delta _{mn}} är Kroneckers delta. Varje annat kvanttillstånd {\displaystyle |\psi \rangle } kan uttryckas som en linjärkombination av dessa tillstånd:
{\displaystyle |\psi \rangle =\sum _{n}c_{n}|n\rangle .}
Eftersom basens tillstånd är ortonormala är koefficienterna {\displaystyle c_{n}} entydigt bestämda:
{\displaystyle \langle m|\psi \rangle =\langle m|\sum _{n}c_{n}|n\rangle =\sum _{n}c_{n}\langle m|n\rangle =\sum _{n}c_{n}\delta _{mn}=c_{m}.}
Således kan ett godtyckligt tillstånd {\displaystyle |\psi \rangle } uttryckas som
{\displaystyle |\psi \rangle =\sum _{n}\langle n|\psi \rangle |n\rangle =\sum _{n}|n\rangle \langle n|\psi \rangle .}
Eftersom denna relation gäller för ett godtyckligt {\displaystyle |\psi \rangle } följer det att
{\displaystyle \sum _{n}|n\rangle \langle n|={\hat {1}}}
där {\displaystyle {\hat {1}}} betecknar identitetsoperatorn. Motsvarande härledning kan användas i fallet med ett kontinuerligt spektrum.